# Шабо, Луи-Ги-Шарль-Гийом де
Луи-Ги-Шарль-Гийом де Шабо (фр. Louis-Guy-Charles-Guillaume de Chabot; 26 октября 1780, Париж — 12 июля 1875, Лондон), граф де Жарнак, виконт де Роган-Шабо — французский генерал и парламентарий.

## Биография
Сын Шарля-Мари-Розали де Рогана-Шабо, графа де Жарнака, и Элизабет Смит.
Эмигрировал в 1790 году вместе с отцом. В 14 лет поступил на английскую военную службу и в 1803 году стал полковником 9-го драгунского полка. Воевал против Наполеона в Голландии, Испании и Португалии в войсках герцога Веллингтона.
В 1814 году вернулся во Францию, где 30 декабря был произведен в кампмаршалы. Стал адъютантом герцога Орлеанского и оставался в этой должности до конца правления Луи-Филиппа.
Был генеральным советником департамента Сена и Уаза, когда королевский ордонанс 11 сентября 1835 назначил его членом Палаты пэров. В составе Верхней палаты голосовал с большинством. После Февральской революции прекратил политическую деятельность.

## Семья
Жена (1.06.1809): Изабелла Шарлотта Фицджеральд (16.07.1784—1868), дочь Уильяма Фицджеральда, 2-го герцога Лейнстера, и Оливии Ашер Сент-Джордж
Дети:
- Филипп-Фердинанд-Огюст (2.06.1815—22.03.1875), граф де Жарнак
- Оливия Анн Розали (28.06.1813, Картон-Хауз — 7.07.1899, Ла-Гранж). Муж (6.08.1846): Жюль Адриен де Латери (ум. 1884), граф де Сайян
- Элизабет (ум. юной)